# Krupače
 Krupače  falu Horvátországban Zágráb megyében. Közigazgatásilag Krašićhoz tartozik.

## Fekvése
Zágrábtól 39 km-re délnyugatra, községközpontjától 2 km-re délkeletre a Kupčina bal partján fekszik. 

## Története
Területén már a vaskorban emberi település volt, mely a hallstatti kultúrához tartozott. Az itt feltárt urnatemetőből fibulák , nyakláncok, karkötők kerültek elő. A falunak 1857-ben 62, 1910-ben 79 lakosa volt. Trianon előtt Zágráb vármegye Jaskai járásához tartozott. 2001-ben 71 lakosa volt. 

## Lakosság
| Lakosság változása | Lakosság változása | Lakosság változása | Lakosság változása | Lakosság változása | Lakosság változása | Lakosság változása | Lakosság változása | Lakosság változása | Lakosság változása | Lakosság változása | Lakosság változása | Lakosság változása | Lakosság változása | Lakosság változása |
| ------------------ | ------------------ | ------------------ | ------------------ | ------------------ | ------------------ | ------------------ | ------------------ | ------------------ | ------------------ | ------------------ | ------------------ | ------------------ | ------------------ | ------------------ |
| 1857               | 1869               | 1880               | 1890               | 1900               | 1910               | 1921               | 1931               | 1948               | 1953               | 1961               | 1971               | 1981               | 1991               | 2001               |
| 62                 | 70                 | 62                 | 69                 | 79                 | 79                 | 80                 | 101                | 86                 | 82                 | 77                 | 85                 | 87                 | 89                 | 71                 |

## Nevezetességei
Vaskori régészeti lelőhely.

## Külső hivatkozások
Krašić hivatalos oldala